# اتاق ۸
اتاق ۸ (انگلیسی: Room 8) فیلمی کوتاه به نویسندگی و کارگردانی جیمز دبلیو گریفیتس است که در سال ۲۰۱۳ ساخته شد. در فوریه ۲۰۱۴ این فیلم برنده بهترین فیلم کوتاه در شصت و چهارمین دوره جوایز آکادمی هنرهای سینمایی بریتانیا شد.
محتوای کلاسیک و سیاسی فیلم، گفتگویی کوتاه بین دو زندانی با زبان انگلیسی در یک زندان روسی را در قالب سورئال سینمایی نشان می‌دهد که همراه هیجان و ترس است. این فیلم در کمتر از ۶ دقیقه پیام‌های بسیاری را به مخاطب منتقل می‌کند.